# Rosularia lutea
Rosularia lutea är en fetbladsväxtart som beskrevs av A. Boriss.. Rosularia lutea ingår i släktet Rosularia och familjen fetbladsväxter. Inga underarter finns listade i Catalogue of Life.